# Evelyn Ashford
Evelyn Ashford (Shreveport, Luisiana, 15 de abril de 1957) es una atleta estadounidense especialista en carreras de velocidad. Batió dos veces el récord mundial de los 100 metros y fue campeona de esta distancia en los Juegos Olímpicos de Los Ángeles 1984 y subcampeona en los de Seúl 1988. También fue tres veces campeona olímpica de relevos 4 × 100 metros con el equipo de su país.

## Biografía

### Inicios
Con 19 años y siendo una estudiante en la Universidad de California, participó en los Juegos Olímpicos de Montreal 1976, donde fue 5.ª en la final de los 100 metros.
En los años siguientes se consagró como una de las mujeres más rápidas del mundo, y la única capaz de hacer frente al dominio de las atletas europeas del Este en las pruebas de velocidad.
En 1979 bajó por primera vez la barrera de los 11 segundos en Walnut, California, con 10,97. También ese año ganó el oro de los 100 y los 200 metros en los Juegos Panamericanos disputados en San Juan de Puerto Rico. 
Pero su victoria más importante del año llegaría en la Copa del Mundo de Düsseldorf, donde consiguió la proeza de batir en los 100 metros a la plusmarquista mundial, la alemana Marlies Göhr, y en los 200 metros a la también plusmarquista mundial, Marita Koch. 
Esta fue la consagración definitiva de Evelyn Ashford como la gran rival de las alemanas, que hasta ese momento parecían imbatibles. Además Ashford tenía un perfil físico muy diferente al de sus rivales, ya que solo medía 1,66 m y pesaba 55 kg, lo que contrastaba con el físico mucho más corpulento de las alemanas.
Ashford era, por lo tanto, una de las principales candidatas para ganar el oro en los Juegos Olímpicos de Moscú 1980. Sin embargo, poco antes de esta cita el gobierno de Estados Unidos decidió que sus deportistas no acudirían. Debido a este boicot político, Evelyn Ashford perdió una gran oportunidad.
En la Copa del Mundo de Roma de 1981, volvió a ganar en los 100 m (infligiendo una nueva derrota a Marlies Göhr), y en los 200 m.
La rivalidad entre Evelyn Ashford y Marlies Göhr cristalizaría de forma definitiva en 1983. El 8 de junio de ese año Göhr batió en Berlín Este su propio récord mundial de los 100 metros con 10,81. Sin embargo, menos de un mes más tarde durante una competición celebrada en Colorado Springs, Evelyn Ashford le arrebató el récord con 10,79.
Pocos días más tarde se celebraba en Helsinki la primera edición de los Campeonatos del Mundo de Atletismo, y allí las dos mujeres más rápidas del mundo, Ashford y Göhr, debían dirimir la supremacía en la velocidad femenina, en uno de los momentos más esperados del campeonato. Sin embargo, a mitad de carrera Evelyn Ashford sufrió una lesión en la corva y hubo de abandonar la prueba. Por lo tanto, la victoria de Marlies Göhr no despejó muchas dudas.

### Los Ángeles 1984
En 1984 se esperaba el duelo definitivo entre ambas en los Juegos Olímpicos de Los Ángeles. Sin embargo, el boicot declarado por los países del Este a la cita olímpica, que respondía al anterior boicot de los americanos a los Juegos de Moscú, privó a Marlies Göhr de acudir. En Los Ángeles Evelyn Ashford fue una de las grandes triunfadoras, imponiéndose en los 100 metros con 10,97, nuevo récord olímpico, y ganando otra medalla de oro en los relevos 4 × 100 metros con 41,65, junto a sus compañeras Alice Brown, Jeanette Bolden, y Chandra Cheeseborough.
Pese a su triunfo en Los Ángeles, pocos días después tuvo lugar en Zúrich, la que muchos aficionados consideraban la verdadera final olímpica, donde Evelyn Ashford debía demostrar ante Marlies Göhr si su título olímpico tenía valor real o solo era fruto de una casualidad política. Finalmente el duelo no defraudó a nadie y Evelyn Ashford no solo venció a Göhr sino que estableció un nuevo récord mundial con 10,76, saliendo definitivamente coronada como la mujer más rápida del mundo.
En 1985 abandonó temporalmente la competición para tener a su primer hijo. 
Regresó en 1986 y volvió a ser la mejor del mundo. Ese año fue la líder del ranking mundial de 100 metros con 10,88 hechos en Rieti, Italia, y segunda en el ranking de 200 metros con 21,97 hechos en Zúrich.
En 1987 una lesión le hizo perderse gran parte de la temporada, incluidos los Campeonatos del Mundo de Roma.
En 1988 volvió a rendir a un gran nivel. En las pruebas de clasificación para los Juegos Olímpicos de Seúl disputadas en Indianápolis hizo 10,81, su mejor marca desde 1984. Sin embargo, ya no era la mejor velocista del mundo, pues había aparecido una nueva estrella, su compatriota Florence Griffith Joyner, que precisamente en Indianápolis estableció un asombroso nuevo récord mundial con 10,49 una marca que aún se mantiene vigente.
Ya en los Juegos de Seúl, Ashford consiguió la medalla de plata por detrás de Griffith y por delante de la alemana Heike Drechsler. Además el equipo de Estados Unidos que formaban por este orden Alice Brown, Sheila Echols, Florence Griffith y Evelyn Ashford, ganaron el oro de los relevos 4 × 100 m.

### Etapa final
En los años siguientes siguió compitiendo, aunque ya por debajo de su nivel anterior, y no volvería a bajar de 11 segundos. 
En los Campeonatos del Mundo de Tokio 1991 acabó 5.ª en la final de 100 metros, mientras que el equipo estadounidense de relevos 4 × 100 metros, pese a tener grandes posibilidades de ganar el oro, fue eliminado en las series por un fallo en la entrega del testigo. Parece como si una maldición impidiera a Evelyn Ashford ganar alguna medalla en los Campeonatos del Mundo, ya que pese a ser la mejor velocista de la década nunca logró ninguna medalla en esta competición.
Su despedida de las grandes citas fue en los Juegos Olímpicos de Barcelona 1992, donde ya con 35 años fue eliminada en las semifinales de los 100 metros. Eso sí, ganó por tercera vez (como en 1984 y 1988) el oro de los relevos 4 × 100 metros, esta vez junto a Esther Jones, Carlette Guidry y Gwen Torrence.
A lo largo de su carrera Evelyn Ashford participó en cuatro Juegos Olímpicos y ganó cuatro medallas de oro y una de plata. En 1997 fue incluida en el Salón de la Fama del atletismo estadounidense.

## Resultados

### Competiciones
| Año  | Competición           | Lugar                 | Puesto                                     | Marca             |
| ---- | --------------------- | --------------------- | ------------------------------------------ | ----------------- |
| 1976 | Juegos Olímpicos      | Montreal, Canadá      | 5.º en 100 m                               | 11,24             |
| 1977 | Copa del Mundo        | Düsseldorf, RFA       | 5.º en 100 m 4.º en 200 m                  | 11,48 23,41       |
| 1979 | Juegos Panamericanos  | San Juan, Puerto Rico | 1.º en 100 m 1.º en 200 m                  | 11,07 22,24w      |
| 1979 | Copa del Mundo        | Montreal, Canadá      | 1.º en 100 m 1.º en 200 m                  | 11,06 21,83       |
| 1981 | Copa del Mundo        | Roma, Italia          | 1.º en 100 m 1.º en 200 m 2.º en 4 × 100 m | 11,02 22.18 42,82 |
| 1983 | Campeonatos del Mundo | Helsinki, Finlandia   | Ab. en 100 m                               | -                 |
| 1984 | Juegos Olímpicos      | Los Ángeles, EE. UU.  | 1.º en 100 m 1.º en 4 × 100 m              | 10,97 41,65       |
| 1988 | Juegos Olímpicos      | Seúl, Corea del Sur   | 2.º en 100 m 1.º en 4 × 100 m              | 10,83w 41,98      |
| 1991 | Campeonatos del Mundo | Tokio, Japón          | 5.º en 100 m                               | 11,30             |
| 1992 | Juegos Olímpicos      | Barcelona, España     | 1.º en 4 × 100 m                           | 42,11             |

### Marcas personales
- 100 metros - 10,76 s (Zúrich, 22 de agosto de 1984)
- 200 metros - 21,83 s (Montreal, 24 de agosto de 1979)
- 400 metros - 51,57 s (Filadelfia, 30 de junio de 1979)